# Wasilij Gowiadkin
Wasilij Michajłowicz Gowiadkin, ros. Василий Михайлович Говядкин (ur. 10 kwietnia?/22 kwietnia 1896 w miejscowości Taskaicha, zm. 28 lipca 1959) – generał major wojsk łączności Armii Czerwonej oddelegowany do okresowej służby w lWP.

## Życiorys
1910-1915 był gońcem sklepowym, potem został wcielony do rosyjskiej armii. Po rewolucji październikowej wstąpił do SDPRR(b) i Czerwonej Gwardii, w której był zastępcą dowódcy drużyny bojowej w Banku Państwowym w Piotrogrodzie. Od czerwca 1918 w zapasowym batalionie elektrotechnicznym Armii Czerwonej, po kursie został w grudniu 1918 dowódcą kompanii saratowskiego pułku strzeleckiego. Walczył z "białymi" i "zielonymi" na Uralu, a od czerwca 1919 uczył się w Szkole Radiotechnicznej, w której po ukończeniu był instruktorem i komisarzem. Zastępca dowódcy 7 Dywizjonu Radiowego. 1923-1925 studiował w Akademii Elektrotechnicznej Armii Czerwonej, a 1925-1930 w Akademii Wojskowo-Technicznej, po czym został starszym inżynierem Dowództwa Wojsk Łączności Armii Czerwonej. W latach 1932–1937 wykładowca, kierownik laboratorium i szef katedry elektrotechniki w Akademii Radiotechnicznej. Później został zastępcą szefa Wojsk Łączności Armii Czerwonej. Od listopada 1938 do czerwca 1942 komendant Akademii Elektrotechnicznej, od 4 czerwca 1940 w stopniu generała majora wojsk łączności. W latach 1941–1942 uczestnik obrony Leningradu, od czerwca 1942 komendant Szkoły Radiospecjalistów dla Wojsk Pancernych w Instytucie Naukowo-Badawczym.
Od czerwca 1950 Główny Inżynier i zastępca szefa Projektotechnicznego Zarządu Wojsk Łączności. 1 czerwca 1951 skierowany do WP, został zastępcą komendanta Wojskowej Akademii Technicznej ds. naukowych i wyszkolenia (do 24 listopada 1954). W 1954 powrócił do ZSRR.

## Odznaczenia
- Krzyż Oficerski Orderu Odrodzenia Polski (1954)
- Order Lenina
- Order Czerwonego Sztandaru (dwukrotnie)
- Medal „Za obronę Leningradu”
- Medal „Za zwycięstwo nad Niemcami w Wielkiej Wojnie Ojczyźnianej 1941–1945”
- Medal 30 lat Robotniczo-Chłopskiej Armii Czerwonej
- Medal 30 lat Armii Radzieckiej i Floty